# Ала Соколова
Ала Николаевна Соколова (2 февруари 1944 г. – 21 декември 2018 г.) - съветска и руска актриса, драматург и сценарист, най-известна с пиесата и филмът „Фантазиите на Фарятиев“.

## Биография
Задочно завършва ГИТИС (ателие на Нина Михоелс).
Началото на актьорската и кариера е в театрите на съюзните републики, в градовете Душанбе и Лиепая.
От 1967 до 1973 г. е актриса в Рижския руски драматичен театър. След това работи в Театъра на Ленинския Комсомол (сега Балтийския дом) в Ленинград, където дебютира като драматург.
Третата пиеса на Алла Соколова „Фантазиите на Фарятиев“ спечели огромна популярност в СССР, която е поставена веднага в Болшой драматический театр (дебют на Сергей Юрски като режисьор), „Современник“, Централния театър на Съветската армия, Рижския руски драматичен театър и Еревански държавен руски драматичен театър на името на Константин Станиславски. През 1979 г. пиесата е заснета от Иля Авербах с участието на Андрей Миронов, Зинаида Шарко, Екатерина Дурова и Марина Нейолова в главните роли. На 1 февруари 2014 г. на Старата сцена на Московския театър „Работилница на Пьотр Фоменко“ е възобновена пиесата „Фантазиите на Фарятев“, постановка на режисьора и преподавател Вера Петровна Камишникова.
Други пиеси на Ала Соколова включват „Кой е Дизи Гилеспи?“, „Къщата е наполовина моя“, „Елдорадо“ (постановка на МХАТ от Олег Ефремов), „Хора, животни и банани“, „Преди“, „ Демон на щастието” (по Шолом-Алейхем), „Liberte... Egalite...“ (за Беренгер).
През 1980 г. тя пише сценария за филма „Баща ми е идеалиста“, режисиран от Владимир Бортко.
През 1990 г. тя играе главната роля във филма на Светлана Проскурина „Случайният валс“ (награда „Черната пантера“ за най-добра актриса на Международния филмов фестивал в Марсилия).
Погребана е в Киев.

## В България
- Награда за сценография на Александрина Игнатова, за пиеса с младежка тематика – Пловдив, 1977 г. – „Фантазиите на Фарятиев“ („Хей, чуваш ли, обичам те“) от Ала Соколова – Драматично-куклен театър „Сава Доброплодни“, режисьор Димитър Игнатов.[2]